# Adelheid Morath
Pour les articles homonymes, voir Morath.
Adelheid Morath, née le 2 août 1984 à Fribourg-en-Brisgau est une cycliste VTTiste allemande spécialisée dans le cross-country.

## Palmarès

### Jeux olympiques
- Pékin 2008
  - 18e du cross-country[2]
- Londres 2012
  - 16e du cross-country[3]

### Championnats du monde
- Auronzo di Cadore 2018
  - 10e du cross-country marathon
- Glentress Forest 2023
  -  Médaillée de bronze du cross-country marathon

### Coupe du monde
- Coupe du monde de cross-country marathon
  - 2023 : 12e du classement général, vainqueur d'une manche

### Championnats d'Europe
- Laissac 2023
  -  Championne d'Europe de cross-country marathon
- Casella 2025
  -  Championne d'Europe de cross-country marathon

### Championnats d'Allemagne
- 2005
  - 3e du cross-country marathon
- 2006
  - 3e du cross-country marathon
- 2007
  - 2e du cross-country marathon
- 2008
  - 2e du cross-country marathon
  - 3e du cross-country
- 2009
  -  Championne d'Allemagne de cross-country marathon
  - 2e du cross-country
- 2011
  - 3e du cross-country
- 2012
  - 2e du cross-country
- 2014
  -  Championne d'Allemagne de cross-country
- 2015
  - 3e du cross-country
- 2017
  - 3e du cross-country
- 2018
  - 2e du cross-country
- 2019
  - 3e du cross-country
- 2022
  -  Championne d'Allemagne de cross-country marathon

### Autres résultats
- 2015
  - Swiss Epic
- 2016
  - 3e du Cape Epic[4]
- 2019
  - Swiss Epic
  - 2e du Cape Epic